# 廷蒂亞瓦峰

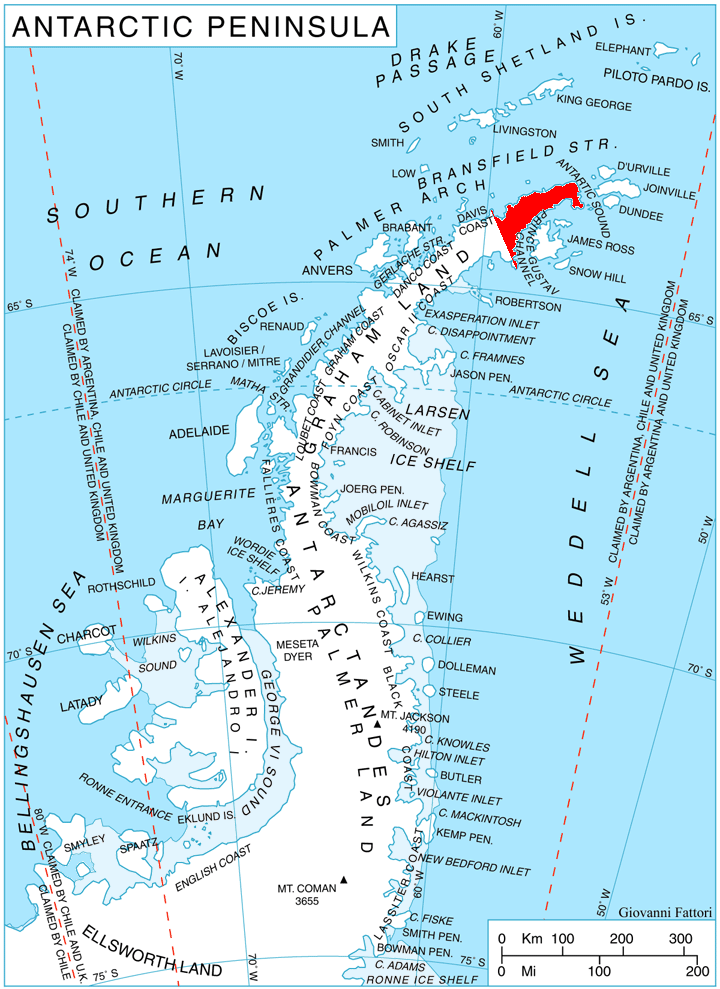

廷蒂亞瓦峰（英語：Tintyava Peak）是南極洲的山峰，位於葛拉漢地的特里尼蒂半島，處於德于維爾山西南面2.28公里、庫庫里亞克海崖西北面9.57公里和拉爾迪戈峰東北面13.16公里，海拔高度950米，以保加利亞南部的鄉鎮命名。

## 外部連結
- Trinity Peninsula. Scale 1:250000 topographic map No. 5697. Institut für Angewandte Geodäsie and British Antarctic Survey, 1996.
- SCAR Composite Antarctic Gazetteer（页面存档备份，存于）.

63°31′02″S 58°14′10″W / 63.51722°S 58.23611°W